# Crybaby (Mariah Carey)
Crybaby è una canzone del 2000 scritta dalla cantautrice statunitense Mariah Carey, Trey Lorenz e il rapper Snoop Dogg, e prodotta dalla Carey stessa e da Damizza, per il sesto album di studio della Carey, "Rainbow" (1999). La canzone ruota intorno ad un campionamento del 1988 di una canzone di Guy intitolata "Piece of My Love". La canzone parla di vari problemi d'insonnia da parte del suo protagonista, che la notte pensa agli amori passati. La parola "crybaby" non è mai menzionata nella canzone.

## Pubblicazione
Venne pubblicata come terzo singolo dall'album nel 2000, come doppia a-side con la canzone Can't Take That Away (Mariah's Theme). La sua pubblicazione avvenne in seguito a vari conflitti tra la cantautrice e la sua casa discografica, la Columbia Records. Sebbene i primi due singoli dall'album raggiunsero la uno negli U.S.A., la casa discografica credeva che altri possibili singoli non avrebbero raggiunto lo stesso successo. Quando poi venne pubblicato il singolo come doppio A-side e non ottenne il successo sperato, la Carey li accusò di non averlo fatto promuovere abbastanza.
Crybaby venne pubblicato a stazioni urban. Era chiaramente inteso che il primo singolo puntava alla Hot 100 mentre il secondo a classifiche R&B. Al tempo i singoli pubblicati come doppia A-side entravano nella classifica solo con un alto airplay, e solo Crybaby aveva i requisiti per entrare in classifica. Per la canzone fu girato anche un video musicale, diretto da Sanaa Hamri.

## Classifica
| Classifica (2000)                    | Posizione massima |
| ------------------------------------ | ----------------- |
| U.S. Billboard Hot 100               | 28                |
| U.S. Billboard Hot R&B/Hip-Hop Songs | 23                |